# Leptonemella gorgo
Leptonemella gorgo är en rundmaskart som beskrevs av Gerlach 1950. Leptonemella gorgo ingår i släktet Leptonemella och familjen Desmodoridae. Arten är reproducerande i Sverige. Inga underarter finns listade i Catalogue of Life.